# Mahamadou Diarra
Mahamadou Diarra, född 18 maj 1981 i Bamako, är en före detta professionell fotbollsspelare (mittfältare) från Mali.
Mahamadou Diarra kom till Real Madrid 2006. Innan Diarra kom till Real Madrid spelade han i franska Olympique Lyonnais. I januari 2011 lämnade han den spanska storklubben för AS Monaco i Frankrike. Det blev en kortvarig sejour i Monaco. I februari 2012 lämnade han för Fulham i Engelska Premier League.